# Daniel Kolak
Daniel Kolak (Zagreb, Croacia, 1955) es un profesor y filósofo croata-estadounidense. Conocido por su acercamiento a la filosofía del espíritu, se interesa por temas como la identidad personal, las ciencias cognitivas, la filosofía de las ciencias, la filosofía de la religión o la estética. Es profesor de filosofía a la Universidad William Paterson de Nueva Jersey y miembro del Centro de Ciencias cognitivas de la Universidad Rutgers (RuCCS). Es hoy principalmente conocido para su rehabilitación y su réactualisation de una forma de monopsychisme que nombra Open Individualism («individualismo abierto»), teoría metafísica según la cual existimos todos como un único sujeto digital idéntico, sea cual sea el individuo y el tiempo considerado. 
Autor muy prolífico, Daniel Kolak es igualmente el fundador de la terapia filosófica conocida bajo el nombre de dinámica cognitiva. 

## Publicaciones
- Cognitive Science, Londres, Routledge, 2006. ISBN 978-0-415-22101-6
- I Am You: The Metaphysical Foundations for Global Ethics, Dordrecht, the Netherlands: Synthese Library, Springer, 2004. ISBN 1-4020-2999-3
- Quantifiers, Questions and Quantum Physics, (avec John Symons), New York, Springer, 2004. ISBN 1-4020-3210-2
- On Jaakko Hintikka, Boston, Wadsworth, 2001. ISBN 0-534-58389-X
- In Search of Myself: Life, Death and Personal Identity, Boston, Wadsworth, 1999. ISBN 0-534-23928-5
- Wittgenstein's Tractatus, New York, McGraw-Hill, 1998. ISBN 1-55934-993-X
- From the Presocratics to the Present: A Personal Odyssey, New York, McGraw-Hill, 1998. ISBN 1-55934-975-1
- In Search of God: The Language and Logic of Belief, Boston, Wadsworth, 1994. ISBN 0-534-19536-9
- Self and Identity, New York, Macmillan, 1991. ISBN 0-02-365710-3

## Fuente de la traducción
- Portal:Filosofía. Contenido relacionado con Filosofía analítica.

- Datos: Q4227546